# Skärvtjärnen
Skärvtjärnen är en sjö i Ånge kommun i Medelpad och ingår i Ljungans huvudavrinningsområde. Sjön har en area på 0,0546 kvadratkilometer och ligger 103,3 meter över havet. Sjön avvattnas av vattendraget Skärvån.

## Delavrinningsområde
Skärvtjärnen ingår i det delavrinningsområde (693573-152130) som SMHI kallar för Mynnar i Gissjön. Medelhöjden är 183 meter över havet och ytan är 12,5 kvadratkilometer. Räknas de 6 avrinningsområdena uppströms in blir den ackumulerade arean 68,7 kvadratkilometer. Skärvån som avvattnar avrinningsområdet har biflödesordning 3, vilket innebär att vattnet flödar genom totalt 3 vattendrag innan det når havet efter 83 kilometer. Avrinningsområdet består mestadels av skog (74 procent). Avrinningsområdet har 0,05 kvadratkilometer vattenytor vilket ger det en sjöprocent på 0,4 procent.